# POW Ensemble
Het POW Ensemble is een Nederlands muziekensemble dat zich specifiek richt op live-uitvoering van elektronische muziek. Het gezelschap is opgericht in 2002 door componist-saxofonist Luc Houtkamp.
Het POW Ensemble bedient zich van veel muziekstijlen, waaronder hedendaagse muziek,  popmuziek, niet-westerse muziek en jazz. Ook wordt gebruikgemaakt van improvisatie.
Kernleden van het ensemble zijn naast Luc Houtkamp onder meer: Guy Harries (computer, stem, fluit), Han Buhrs (zang, elektronica), DJ DNA (draaitafels, elektronica), Jacqueline Hamelink (cello), Erik Bosgraaf (blokfluit).